# Ихо тон Пиерион
„Ихо тон Пиерион“ (на гръцки: Ηχώ των Πιερίων, в превод Ехо на Пиерия) е гръцки седмичен вестник (неделник), издаван в Катерини.
Вестникът е основан в 1930 година от понтийците Савас Кантардзис (директор) и Емилиос Ксантопулос (собственик) и е вторият в града след „Олимпия Неа“. В него работи и Константинос Хионидис. След като Ксантопулос е избран за кмет на града в 1933 година, оставя вестника на брат си Такис Ксантопулос. Вестникът се фокусира върху тютюнево-кооперативния въпрос, като отговаря на подзаглавито си Селскостопански (Αγροτική). Спира да излиза в 1939 година.